# 스키너의 심리상자 열기
《스키너의 심리상자 열기》(Opening Skinner's Box: Great Psychological Experiments of the Twentieth Century )는 로렌 슬레이터가 2004년 지은 심리학 책으로, 대한민국에서는 조증열씨가 옮겨 2005년 7월 20일 에코의 서재에서 발간되었다.